# Викинги (фильм, 1958)
«Викинги» — исторический фильм, боевик режиссёра Ричарда Флейшера. Экранизация произведения Эдисона Маршалла «Викинг», которое, в свою очередь, частично основывается на древних сагах («Krákumál» и др.) о короле датских викингов Рагнаре Лодброке и его сыновьях.
Своеобразным продолжением этого фильма является фильм «Корабли викингов», снятый Джеком Кардиффом.

## Сюжет
IX век. Раздробленная феодальная Англия — объект постоянных набегов воинственных соседей — викингов. После очередного набега конунга данов Рагнара король Нортумбрии погиб, а королева осталась жива и забеременела от Рагнара. Родив сына Эрика — наполовину дана по крови, королева отправляет его в Италию, подальше от глаз коварного лорда Аэллы, получившего трон. Но случилось так, что Эрика во время путешествия захватили викинги и обратили в рабство.
Проходит около двадцати лет. Эрик не знает о своём происхождении, а его матери больше нет в живых. Сын Рагнара и наследник его трона Эйнар во время охоты случайно сталкивается с Эриком. Они повздорили, и охотничий сокол Эрика выклевал глаз Эйнару. Рабу угрожала немедленная смерть, но его спасла колдунья Китала. Служительница культа сообщила всем, что волей Одина раб не должен умереть. Никто не хочет навлечь на себя гнев богов и непокорный раб остаётся жить. Эрика взял к себе в слуги англичанин лорд Эгберт, враг Аэллы и союзник викингов.
Рагнар планирует сложную военную операцию. Эгберт сообщил викингам, что Моргана, принцесса Уэльса, отдана в жёны Аэлле, но известен маршрут её предсвадебного путешествия. Эйнар захватывает принцессу в плен и с первого взгляда влюбляется в валлийку. Викинги, однако, рассчитывают получить за неё богатый выкуп, но Рагнар, понимая чувства сына, разрешил ему взять Моргану в жены. Моргана, скорее всего, так и стала бы женой Эйнара, но тут в дело вмешивается Эрик, подстрекаемый Киталой, которая убеждает его в том, что ему на роду суждено жениться на Моргане и стать королём (об этом ей якобы сказал сам Один). Ночью во время бурного пира по случаю удачного исхода операции Эрик выкрал Моргану и на небольшой самодельной лодке бежал в Англию. Ему помогло то, что след беглецов скрыл туман, а колдунья раскрыла Эрику секрет компаса (точнее его прототипа), которого тогдашние мореплаватели ещё не знали. Эрик сперва говорит Моргане, что он любит её и выкрал вовсе не для того, чтобы отдать другому. Однако Моргана, несмотря на симпатию к Эрику, напоминает ему, что она является невестой короля и долг Эрика — отвезти её к Аэлле. Эрик скрепя сердце вынужден согласиться. Впрочем, Моргана обещает Эрику, что будет просить Аэллу освободить её от клятвы верности.
865 год. В погоню за беглецами бросился корабль викингов, и пьяный Рагнар случайно выпал за борт. Эрик подобрал его, оглушил, связал и привёз в Англию вместе с Морганой. Аэлла сперва оценил поступок раба и возврат невесты. Рагнара жестоко казнили, оставив его в клетке наедине с дикими волками. Однако перед этим он уговорил Эрика дать ему в руки меч. Эрик, поддавшись на просьбы своего бывшего господина, дал ему меч. Аэлла очень разгневан этим и вместо благодарности собственноручно отсекает Эрику кисть левой руки.
866 год. Эрик возвращается в страну викингов и предлагает Эйнару на время забыть об их взаимной ненависти, объединить усилия, отбить Моргану и наказать Аэллу за его подлость. Драккары викингов отправляются к берегам Англии.
867 год. Варвары высаживаются возле замка Аэллы и после короткого штурма берут крепость. Сам Аэлла гибнет, сброшенный Эриком, к своим же волкам.
Финальная сцена — поединок Эрика и Эйнара за руку и сердце принцессы. В ключевой момент, когда Эйнар должен был одержать верх, он медлит, тянет с последним ударом и тем самым неожиданно дарит жизнь своему противнику, а сам гибнет с мечом в руках — как полагается викингу. Благодаря амулету матери, который всегда носит на шее Эрик, лорд Эгберт опознаёт в Эрике сына Рагнара и королевы Нортумбрии, зачатого более двадцати лет назад во время нападения викингов. Таким образом, Эрик — бывший раб, но особа королевских кровей — законно женится на Моргане и становится новым королём Нортумбрии.

## В ролях
- Тони Кёртис — Эрик - наполовину дан (Хальфдан)
- Кирк Дуглас — Эйнар (Ивар)
- Эрнест Боргнайн — Рагнар
- Джанет Ли — Моргана
- Джеймс Дональд — Эгберт
- Александер Нокс — Гудвин
- Максин Одли — Энид
- Френк Тринг — Аэлла
- Эйлин Вей — Китала
- Эдрик Коннор[англ.] — Сендпайпер (Sandpiper)
- Дэнди Николс — Бриджет
- Орсон Уэллс — голос за кадром

## Съёмки

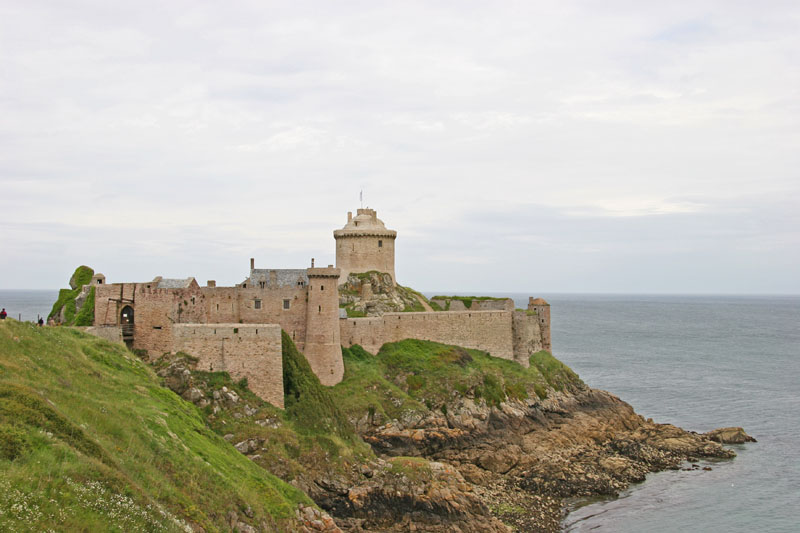
Съёмки фильма прошли около замка Форт-Ла-Латт (фр., Франция)

Съёмки картины проходили в Норвегии, в Квиннхераде, в окрестностях Маурангерфьорда; в национальном парке Корнаты и в Лимском заливе в Хорватии; а также в бретонском замке Форт-Ла-Латт (фр.), оформленном как резиденция короля Эллы. В морских эпизодах задействованы были как действующие реплики кораблей викингов, так и плавающие их модели.

## Награды
- Кирк Дуглас получил приз лучшему актёру на фестивале в Сан-Себастьяне.